# Liste der Einträge im National Register of Historic Places im Richland County (Wisconsin)

Lage des Richland County in Wisconsin

Die Liste der Registered Historic Places im Richland County in Wisconsin führt alle Bauwerke und historischen Stätten im Richland County auf, die in das National Register of Historic Places aufgenommen wurden.

## Legende
| NRHP | Historic Place    |
| HD   | Historic District |

## Aktuelle Einträge
| [ 2 ] | Name                                      | Bild                                      | Eintragsdatum                                  | Lage | Ort                | Beschreibung |
| ----- | ----------------------------------------- | ----------------------------------------- | ---------------------------------------------- | --- | ------------------ | --- |
| 1     | A. D. German Warehouse                    | A. D. German Warehouse                    | 1974 ID-Nr. 74000122                           | 316 South Church Street 43° 20′ 0″ N, 90° 23′ 4″ W                                                       | Richland Center    | 1915 nach einem Entwurf des Architekten Frank Lloyd Wright im Stil des Maya Revival errichtetes Lagerhaus |
| 2     | Bloyer Mound Group                        | Bloyer Mound Group                        | 2006 ID-Nr. 06000873                           | WI 60 43° 12′ 7″ N, 90° 24′ 36″ W                                                                        | Town of Orion      | Gut erhaltene Gruppe von Mounds unweit des Wisconsin River |
| 3     | Julia B. and Fred P. Bowen House          | Julia B. and Fred P. Bowen House          | 1996 ID-Nr. 96000729                           | 220 East Union Street 43° 20′ 15″ N, 90° 23′ 1″ W                                                        | Richland Center    | 1869 errichtetes Wohnhaus von Julia und Fred Bowen |
| 4     | Clipped Wing Eagle Mound                  |                                           | 2005 ID-Nr. 05001300                           | Adresse nicht veröffentlicht                                                                             | Town of Eagle      | |
| 5     | Court Street Commercial Historic District | Court Street Commercial Historic District | 1989 ID-Nr. 89001955                           | Abgegrenzt durch Mill Street, Church Street, Haseltine Street und Main Street 43° 20′ 9″ N, 90° 23′ 7″ W | Richland Center    | Historisches Stadtzentrum mit 50 Geschäftsgebäuden, die zwischen 1870 und 1938 im spätviktorianischen Stil errichtet wurden |
| 6     | Cunningham Lane Bridge                    | Cunningham Lane Bridge                    | 1996 ID-Nr. 96000731                           | Brücke der Cunningham Lane über den Pine River 43° 23′ 40″ N, 90° 24′ 45″ W                              | Town of Rockbridge | 1895 errichtete Fachwerkbrücke |
| 7     | Eagle Township Mound Group                |                                           | 2005 ID-Nr. 05001301                           | Adresse nicht veröffentlicht                                                                             | Town of Eagle      | |
| 8     | Henry Fiedler House                       | Henry Fiedler House                       | 1986 ID-Nr. 86003515                           | Putnam Street Ecke Washington Street 43° 12′ 18″ N, 90° 25′ 32″ W                                        | Town of Eagle      | |
| 9     | Hunting Eagle Mound                       |                                           | 2005 ID-Nr. 05001299                           | Adresse nicht veröffentlicht                                                                             | Town of Eagle      | |
| 10    | Richland Center Archeological District    |                                           | 1993 ID-Nr. 93001006                           | Adresse nicht veröffentlicht                                                                             | Richland Center    | |
| 11    | Richland Center City Auditorium           | Richland Center City Auditorium           | 1980 ID-Nr. 80000182                           | 182 North Central Avenue 43° 20′ 9″ N, 90° 23′ 8″ W                                                      | Richland Center    | 1912 errichtetes Theatergebäude mit 900 Plätzen |
| 12    | Shadewald I Mound Group                   |                                           | 2007 ID-Nr. 07000035                           | Adresse nicht veröffentlicht                                                                             | Town of Eagle      | Gruppe von gut erhaltene Mounds auf der Spitze eines Hügels |
| 13    | Shadewald II Mound Group                  |                                           | 2008 ID-Nr. 08000963                           | Adresse nicht veröffentlicht                                                                             | Town of Eagle      | Gut erhaltene Gruppe von zwölf Mounds |
| 14    | Syttende Mai Site                         |                                           | 1991 ID-Nr. 91001869                           | Adresse nicht veröffentlicht                                                                             | Richland County    | |
| 15    | Tippesaukee Farm Rural Historic District  | Tippesaukee Farm Rural Historic District  | 1996 ID-Nr. and 95001491 92000827 and 95001491 | Kreuzung von WI 60 und County Highway X 43° 12′ 27″ N, 90° 34′ 36″ W                                     | Port Andrew        | Farm von John Coumbe, dem ersten weißen Siedler des Countys, die aus einer 1838 errichteten Blockhütte hervorging; 1861 wurde eine Scheune errichtet, das heute noch stehende Farmhaus folgte 1863; vorher stand an dieser Stelle ein Tippesaukee genanntes Dorf der Winnebago-Indianer. |